# My Downfall
A My Downfall (Original Soundtrack) Venetian Snares breakcore zenész albuma. Címével ellentétben nem filmzene. A 2005-ös Rossz csillag alatt született album folytatásának tekinthető.
A Holló utca 2, If I Could Say I Love You és The Hopeless Pursuit of Remission számok elérhetőek Venetian Snares MySpace-oldalán.

## Számlista
1. Colorless – 2:26
2. The Hopeless Pursuit of Remission – 4:22
3. Holló Utca 2 – 1:54
4. Room 379 – 1:49
5. Integraation – 7:00
6. Holló Utca 5 – 2:16
7. Holló Utca 3 – 1:14
8. My Half – 7:03
9. Holló Utca 4 – 1:41
10. My Crutch – 5:13
11. I'm Sorry I Failed You – 2:08
12. Picturesque Pit – 2:13
13. If I Could Say I Love You – 4:18
14. Mentioning It – 1:09

## Külső hivatkozások
- Hivatalos kiadási oldal